# Nikos Koundouros
Nikos Kúnduros (en griego: Νίκος Κούνδουρος) (Agios Nikólaos, 15 de diciembre de 1926 - Atenas, 22 de febrero de 2017) fue un director de cine griego.

## Biografía
Estudió pintura y escultura en la Escuela de Bellas Artes de Atenas. Durante la guerra fue miembro del movimiento de resistencia antifascista EAM/ELAS, y a causa de eso posteriormente fue desterrado a la isla prisión de Makronissos. A los 28 años, decidió seguir la carrera de cine. Comenzó como director de la película Magiki Polis (1954), donde combinó sus influencies neorrealistas con su propio punto de vista artístico. Contrató a Thanasis Veggos como actor, a quien había conocido en Makronissos, como uno de los personajes de la película. Después del rodaje de la compleja e innovadora película O Drakos comenzó a tener aceptación como artista destacado en el panorama griego y europeo, adquiriendo de esta manera importantes premios en diversos festivales nacionales e internacionales de cine. Su película de 1963, Mikres Aphrodites, ganó el Oso de Plata a la mejor dirección en el Festival Internacional de Cine de Berlín de 1963. En 1985 fue miembro del jurado del 14.º Festival Internacional de Cine de Moscú de 1985.

## Filmografía

### Cinema
- Magiki Polis (1954)
- El ogro de Atenas (O Drakos) (1956)
- Oi Paranomoi (1958)
- To Potami (1960)
- Mikres Aphrodites (1963)
- Vortex (To Prosopo tis Medousas) (1967)
- To tragoudi tis fotias (1975)
- 1922 (1978)
- Bordello ("Burdel") (1984)
- Byron, balanta gia enan daimonismeno (1992)
- Oi fotografoi (1998)
- To ploio (2011), per Showtime Productions

### Documentales de TV
- Ifigeneia en Tavrois (1991)
- Antigoni (1994)
- Ellinisti Kypros
- Cinemithologia (2010), per Showtime Productions

## Premios y distinciones
Festival Internacional de Cine de Berlín
| Año  | Categoría       | Película          | Resultado |
| ---- | --------------- | ----------------- | --------- |
| 1963 | Oso de Plata    | Mikres Aphrodites | Ganador   |
| 1963 | Premio FIPRESCI | Mikres Aphrodites | Ganador   |